# Macht Liebe
Macht Liebe ist das am 2. September 2002 veröffentlichte achte Studioalbum der Berliner Popband Rosenstolz und zugleich der Name der zugehörigen Tour.

## Hintergrund
Das Album unterscheidet sich im ersten Teil aufgrund der elektronischen Einflüsse deutlich von den Alben, die Rosenstolz zuvor veröffentlichten. Dies hatte vorwiegend nostalgische Gründe. So ist die erste Singleauskopplung Sternraketen eine Hommage an die Neue Deutschen Welle und die 1980er Jahre. „Sternrakete“ steht symbolisch für Glücksgefühle. Das Musikvideo wurde von Joern Heitmann gedreht. Die roten Trainingsanzüge darin sind eine Anspielung auf den Film The Royal Tenenbaums. Im Video zur Single werden AnNa R. und Plate auf einem für sie fremden Planeten (der Erde) ausgesetzt. Der Single gelang der Einstieg in die Dancecharts.
Weiterhin wurde der musikalische Wechsel damit begründet, dass Plate sich wieder begeistern ließ von den Demotapes zu Beginn der Band aus dem Jahr 1991: Dabei bin ich über alte Demos gestolpert, so Vierspurdinger auf Tape, und war völlig begeistert von dem Zeug, was wir so '91 gemacht haben vor unserer ersten Platte, und dachte: ein bisschen was haben wir jetzt verloren auf dem Weg. Denn es war schon schrill, wie wir angefangen haben. Das war wirklich nur mein M1-Keyboard und Hubba-Bubba-Bass. Ich dachte, das muss man einfach mal wieder probieren. Deswegen haben wir das jetzt bei ein paar Songs so angegangen.
Die zweite Hälfte des Albums zeichnet sich durch rein akustische Balladen aus. Ein typisches Beispiel hierfür ist der Track Prinzessin auf dem Abstellgleis, dessen Inhalt Rosenstolz folgenderweise beschreiben: „Kurz gesagt könnte es folgende Situation beschreiben: Du gehst aus, krückst dich auf und denkst, das wird die Nacht der Nächte und … es passiert überhaupt nix. Es bemerkt dich einfach niemand, du fühlst dich einfach ausgeschlossen, abgestellt. Allerdings ist das nur eine Interpretationsmöglichkeit. Es ist doch auch schöner, wenn sich jeder seine eigene Geschichte dazu «erfinden» kann.“
An der Albumproduktion war auch Inga Humpe von der Band 2raumwohnung beteiligt. So wird sie beim Track Macht Liebe namentlich genannt, jedoch ist ihr Einfluss auch in anderen Songs zu hören.
Außerdem war beim Text der zweiten Single-Auskopplung Es tut immer noch weh der Rosenstolz-Gitarrist Ralf Lübke beteiligt.

## Titelliste
| #   | Titel                           | Länge |
| --- | ------------------------------- | ----- |
| 1.  | Sternraketen                    | 4:06  |
| 2.  | Macht Liebe                     | 3:56  |
| 3.  | Paradies                        | 4:13  |
| 4.  | Es tut immer noch weh           | 3:42  |
| 5.  | Komm doch mit                   | 3:22  |
| 6.  | Heiss                           | 3:28  |
| 7.  | Ich verbrauche mich             | 4:18  |
| 8.  | Unsterblich                     | 3:16  |
| 9.  | Raubtier                        | 3:30  |
| 10. | 48 Stunden                      | 4:39  |
| 11. | Prinzessin auf dem Abstellgleis | 3:54  |
| 12. | Tag in Berlin (November)        | 2:45  |

## Chartplatzierungen

### Album
| ChartsChartplatzierungen | Höchstplatzierung | Wochen |
| ------------------------ | ----------------- | ------ |
| Deutschland (GfK)        | 3 (23 Wo.)        | 23     |
| Österreich (Ö3)          | 51 (3 Wo.)        | 3      |

### Singles
| Jahr | Titel Album                            | Höchstplatzierung, Gesamtwochen, AuszeichnungChartsChartplatzierungen (Jahr, Titel, Album, Platzierungen, Wochen, Auszeichnungen, Anmerkungen) | Anmerkungen                             |
| Jahr | Titel Album                            | DE | Anmerkungen                             |
| ---- | -------------------------------------- | --- | --------------------------------------- |
| 2002 | Sternraketen / Macht Liebe Macht Liebe | DE11 (9 Wo.)DE | Erstveröffentlichung: 19. August 2002   |
| 2002 | Es tut immer noch weh Macht Liebe      | DE21 (9 Wo.)DE | Erstveröffentlichung: 25. November 2002 |

## Macht Liebe Tour
Diese Liste beinhaltet alle Konzerte in chronologischer Reihenfolge, die bei der Macht Liebe live 2002 gespielt wurden.
Tourdaten
| Datum             | Stadt            | Veranstaltungsort         | Land        |
| ----------------- | ---------------- | ------------------------- | ----------- |
| 1. November 2002  | Magdeburg        | Stadthalle Magdeburg      | Deutschland |
| 2. November 2002  | Schwerin         | Halle am Fernsehturm      | Deutschland |
| 3. November 2002  | Frankfurt (Oder) | Messehalle Frankfurt      | Deutschland |
| 5. November 2002  | Chemnitz         | Stadthalle Chemnitz       | Deutschland |
| 6. November 2002  | Fürth            | Stadthalle Fürth          | Deutschland |
| 8. November 2002  | München          | Zenith                    | Deutschland |
| 10. November 2002 | Freiburg         | Stadthalle Freiburg       | Deutschland |
| 11. November 2002 | Offenbach        | Stadthalle Offenbach      | Deutschland |
| 13. November 2002 | Kassel           | Rundsporthalle Baunatals  | Deutschland |
| 14. November 2002 | Bremen           | Pier 2                    | Deutschland |
| 15. November 2002 | Hamburg          | Alsterdorfer Sporthalle   | Deutschland |
| 19. November 2002 | Cottbus          | Messehalle Cottbus        | Deutschland |
| 22. November 2002 | Berlin-Tempelhof | Columbiahalle             | Deutschland |
| 24. November 2002 | Berlin           | Columbiahalle             | Deutschland |
| 27. November 2002 | Berlin           | Columbiahalle             | Deutschland |
| 29. November 2002 | Berlin           | Columbiahalle             | Deutschland |
| 30. November 2002 | Berlin           | Columbiahalle             | Deutschland |
| 1. Dezember 2002  | Berlin           | Columbiahalle             | Deutschland |
| 9. Dezember 2002  | Leipzig          | Haus Auensee              | Deutschland |
| 10. Dezember 2002 | Mannheim         | Mannheimer Rosengarten    | Deutschland |
| 11. Dezember 2002 | Stuttgart        | Beethovensaal Liederhalle | Deutschland |
| 13. Dezember 2002 | Dortmund         | Westfalenhalle            | Deutschland |
| 14. Dezember 2002 | Köln             | E-Werk                    | Deutschland |
| 15. Dezember 2002 | Köln             | E-Werk                    | Deutschland |
| 17. Dezember 2002 | Hannover         | Kuppelsaal                | Deutschland |
| 19. Dezember 2002 | Erfurt           | Thüringenhalle            | Deutschland |
| 21. Dezember 2002 | Dresden          | Messehalle                | Deutschland |

## Was kann ich für eure Welt Tour
Die Was kann ich für Eure Welt live 2003 war eine Sommer-Open-Air Tour, die ebenso wie die Macht Liebe Tour das Album Macht Liebe promotete. Diese Liste beinhaltet alle Konzerte in chronologischer Reihenfolge, die bei der Was kann ich für Eure Welt live 2003 gespielt wurden.
Tourdaten
| Datum         | Stadt     | Veranstaltungsort              | Land        |
| ------------- | --------- | ------------------------------ | ----------- |
| 11. Juni 2003 | Schwerin  | Freilichtbühne                 | Deutschland |
| 14. Juni 2003 | Hannover  | Gilde Parkbühne                | Deutschland |
| 15. Juni 2003 | Köln      | Tanzbrunnen                    | Deutschland |
| 17. Juni 2003 | Stuttgart | Freilichtbühne Killesberg      | Deutschland |
| 18. Juni 2003 | München   | Tollwood                       | Deutschland |
| 20. Juni 2003 | Leipzig   | Parkbühne im Clara-Zetkin-Park | Deutschland |
| 21. Juni 2003 | Hamburg   | Stadtpark Hamburg              | Deutschland |
| 26. Juni 2003 | Cottbus   | Spreemühleninsel               | Deutschland |
| 27. Juni 2003 | Dresden   | Junge Garde                    | Deutschland |
| 28. Juni 2003 | Berlin    | Kindl-Bühne Wuhlheide          | Deutschland |